# كرة القدم في أستراليا
كرة القدم، هي أكثر الرياضات الجماعية التي تُلعب في الهواء الطلق في أستراليا، وتحتل مرتبة بين الرياضات العشرة الأولى بالنسبة إلى مشاهدي التلفزيون. الهيئة الوطنية الحاكمة لهذه الرياضة هي اتحاد كرة القدم الأسترالي، والتي حتى عام 2019، نظمت الدوري أيه والدوري دابليو، وما زالت تنظم كأس الاتحاد الأسترالي لكرة القدم، وكذلك الفرق الوطنية للرجال والسيدات (المعروفة باسم سوكيروس وماتيلدا، على التوالي). يتألف الاتحاد من تسعة اتحادات أعضاء في الولايات والأقاليم، والتي تشرف على الرياضة في منطقتها.
دخلت كرة القدم الحديثة إلى أستراليا في أواخر القرن التاسع عشر من قبل المهاجرين البريطانيين على الأغلب. تأسس أول نادٍ في البلاد، واندررز، في 3 أغسطس 1880 في سيدني، في حين أن أقدم نادٍ في أستراليا موجود حاليًا هو بالغواني رينجرز، الذي أسِس في عام 1883 في ولونغونغ. كان واندررز أيضًا أول فريق مسجل معروف يلعب بموجب قوانين اللعبة.
قُدم الدوري الوطني شبه المحترف، الرابطة الوطنية لكرة القدم، في عام 1977. استُبدلت الراطبة الوطنية لطرة القدم بدوري احترافي بالكامل، وهو الدوري أيه، في عام 2004، ما ساهم في زيادة شعبية هذه الرياضة. كانت أستراليا عضوًا مؤسسًا في اتحاد أوقيانوسيا لكرة القدم قبل أن تنتقل إلى الاتحاد الآسيوي لكرة القدم عام 2006.

## خلفية تاريخية

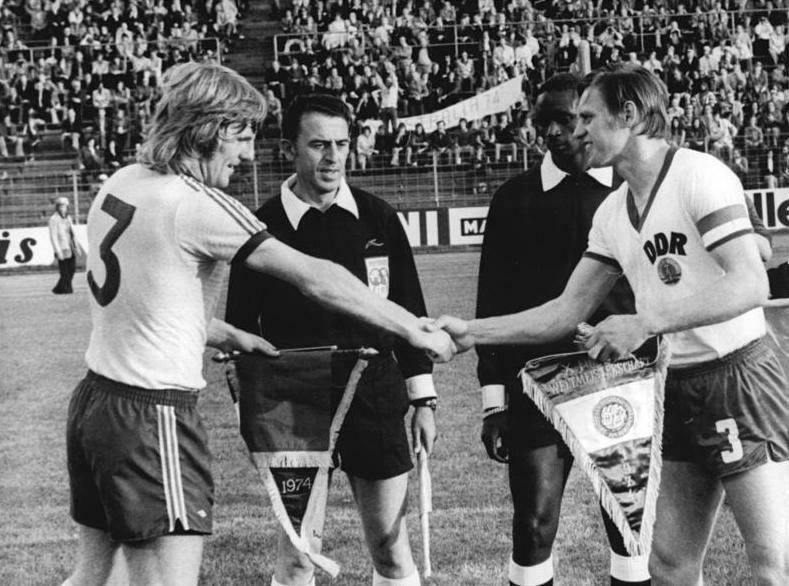
أستراليا ضد ألمانيا الغربية في كأس العالم 1974

أقيمت مباراة مبكرة في ملجأ ووغارو للمرضى النفسيين، الواقع في واكول، في 7 أغسطس 1875، عندما لعب فريق من النزلاء والحراس من الملجأ ضد نادي كرة القدم بريسبان الزائر؛ قواعد المباراة التي نصت بوضوح على أن الكرة لا ينبغي مسكها أو حملها كانت إشارة مباشرة إلى قواعد الاتحاد البريطاني.
سُجلت مباراة لتُلعب في هوبارت في 10 مايو 1879، عندما لعب أعضاء نادي الكريكيت مباراة مؤقتة بموجب قواعد الاتحاد الإنجليزية، والتي اعتمدها النادي. كانت المباراة عبارة عن مباراة إياب لمباراة لُعبت في 24 مايو من قبل الأندية، بموجب مجموعة متنوعة من القواعد الفيكتورية؛ لمنع الضرر الذي يواجهه لاعبو الكريكيت، وافقت الأندية على اعتماد قواعد الاتحاد في مباراة الإياب.
جرت أول مباراة مسجلة في سيدني بموجب قوانين اللعبة بين واندررز وأعضاء فريق الرجبي في مدرسة كينجز في باراماتا كومون في 14 أغسطس 1880. تأسس واندررز، الذي يعتبر أول ناد لكرة القدم في أستراليا، في 3 أغسطس 1880، من قبل المهاجر الإنجليزي جون والتر فليتشر. في وقت لاحق، في عام 1882، أسس فليتشر اتحاد نيو ساوث ويلز الإنجليزي لكرة القدم (يشار إليه أيضًا باسم اتحاد كرة القدم في جنوب بريطانيا)، وهو أول هيئة إدارية لكرة القدم داخل أستراليا وإحدى أوائل الهيئات التي تأسست خارج المملكة المتحدة.
في عام 1883، تم تأسيس بالغواني رينجرز، أقدم نادي موجود في أستراليا؛ ينافس النادي حاليًا في الدوري الإقليمي إيلوارا. في وقت لاحق من ذلك العام، لُعبت أول مباراة بين المستعمرات في أرضية ملعب ميلبورن للكريكت، بين فريق مثل مستعمرة فيكتوريا وفريق من مستعمرة نيو ساوث ويلز المجاورة.
مع استمرار نمو كرة القدم في جميع أنحاء أستراليا، أعطى اتحاد كرة القدم الذي أسسه جون فليتشر في نيو ساوث ويلز الإلهام للولايات الأخرى لإنشاء هيئات إدارية خاصة بها لهذه الرياضة. في عام 1884، شكلت فيكتوريا اتحادها الخاص، الاتحاد الأنجلو-أسترالي لكرة القدم (حاليًا فيكتوريا لكرة القدم)، ومثلها فعلت كوينزلاند، في اتحاد كرة القدم الأنجلو كوينزلاند (حاليًا كوينزلاند لكرة القدم)، وشمال نيو ساوث ويلز، في المنطقة الشمالية البريطانية لاتحاد كرة القدم (حاليًا شمال نيو ساوث ويلز لكرة القدم). في عام 1896، شُكل اتحاد غرب أستراليا لكرة القدم. في عام 1900، شُكل اتحاد تسمانيا، وفي وقت لاحق، شُكل اتحاد كرة القدم البريطاني لجنوب أستراليا في عام 1902.